# Hornera ramosa
Hornera ramosa är en mossdjursart som beskrevs av William MacGillivray 1887. Hornera ramosa ingår i släktet Hornera och familjen Horneridae. Inga underarter finns listade i Catalogue of Life.